# Tippur Subba Rao
Tippur Narayanarao Subba Rao, auch Subbarao, (* 27. März 1928; † 13. August 2008) war ein indischer Bauingenieur.
Subba Rao stammte aus einer angesehenen Architektenfamilie und studierte am B.M.S. College of Engineering in Bangalore. Ab 1950 war er bei der Baufirma Gammon, bei der er 1962 technischer Direktor wurde. 1970 wurde er stellvertretender geschäftsführender Direktor und 1973 bis 1991 war er geschäftsführender Direktor (als erster Inder). Unter seiner Leitung wurden die Geschäfte in den Nahen Osten ausgedehnt.
Er entwarf eine Vielzahl von Bauwerken von Tunneln, Dämmen und Silos aus Spannbeton bis zu Brücken und Hochhäusern. Subba Rao war in fast allen indischen Komitees für Brücken, Beton, Spannbeton und ein gefragter Berater in Indien für komplexe anspruchsvolle Bauvorhaben. Zu seinen Bauten als Ingenieur gehört der Lotustempel.
1994 erhielt er den International Award of Merit in Structural Engineering der IABSE und war in deren Exekutivkomitee. 1986 erhielt er die fip Medaille. Subba Rao war Ehrendoktor der Universität Stuttgart. Er war Präsident der Builders Association of India und des Indian Concrete Institute und Mitglied des Brückenkomitees des Indian Roads Congress.